# Naby Yattara
Naby-Moussa Yattara (Conakry, 12 gennaio 1984) è un calciatore guineano, portiere dello Stade Beaucairois.